# Sindrome di Li-Fraumeni
La sindrome di Li-Fraumeni è una malattia ereditaria autosomica dominante, caratterizzata dalla mutazione di un allele del gene TP53, situato sul braccio corto del cromosoma 17 (17p13.1) che codifica la proteina p53. I livelli citosolici di questa proteina aumentano quando viene rilevato un danno al DNA ed essa viene fosforilata così da assumere una conformazione adeguata al legame con il DNA. Agisce come fattore di trascrizione per alcuni geni che codificano per proteine in grado di arrestare il ciclo cellulare in G1 in modo che il danno, se possibile, venga riparato. Nel caso in cui la riparazione vada a buon fine, essa viene degradata e il blocco del ciclo cellulare viene rimosso. In caso contrario, essa induce la trascrizione di geni pro-apoptotici.
Viene considerata un oncosoppressore o oncogene recessivo, in quanto è necessaria la perdita omozigote (entrambi gli alleli) per annullare la sua funzione.
La sindrome di Li-Fraumeni consiste in un aumento del rischio (maggiore di 25 volte) di sviluppare uno o più tumori perché le cellule, avendo ereditato già la prima mutazione (perdita dell'omozigosi: eterozigoti per l'allele sano), necessitano solamente dell'altra (perdita dell'eterozigosi - LOH: Loss Of Heterozygosity) per eliminare l'espressione della p53 ed evadere quindi da un fondamentale meccanismo di controllo del ciclo cellulare. Quindi la sindrome è una forma di predisposizione e di fragilità verso molte neoplasie ma non è una condizione sufficiente per svilupparle, in quanto è necessaria la seconda mutazione che di norma è acquisita. In questi pazienti, tipicamente, l'insorgenza di neoplasie è più precoce che negli altri, per questo lo screening risulta un elemento necessario per la prevenzione.
In alcuni casi si è osservata una caratteristica aberrazione cromosomica nota come isocromosoma 17q.
La sindrome prende il nome di Frederick Pei Li e Joseph Fraumeni, Jr., i medici americani che per primi la riconobbero e la descrissero nel 1969.